# Hans Joachim Kuhlmann
Hans Joachim Kuhlmann (* 8. Oktober 1919 in Neukalen; † 28. April 2013 in Nürnberg) war ein deutscher Bibliothekar.

## Wirken
Der in der Kleinstadt Neukahlen in Mecklenburg geborene Hans Joachim Kuhlmann kam mit seiner Familie am 1. April 1924  nach Parchim. 1926 wurde er hier eingeschult und machte 1938 sein Abitur. Anschließend studierte er Geschichte an der Christian-Albrechts-Universität zu Kiel und promovierte dort bei Karl Jordan und Herbert Jankuhn im Jahre 1954. Nach seinem Studium absolvierte er Praktika und die Ausbildung zum Diplom-Bibliothekar für den Dienst an Volksbibliotheken. Die hierfür notwendige Prüfung legte er in Hamburg ab. Nach kurzer beruflicher Tätigkeit in Bremen war er von 1957 bis 1984 an der Stadtbibliothek Essen tätig, deren stellvertretender Direktor er 1964 wurde. Von 1966 bis zu seinem Eintritt in den Ruhestand leitete er diese Bibliothek und war darüber hinaus in verschiedenen bibliothekarischen Fachverbänden in leitender Stellung tätig. Über ihre Geschichte und Entwicklung legte er mehrere Veröffentlichungen vor.

## Ehrung
Der Verdienstorden des Landes Nordrhein-Westfalen wurde ihm 1990 verliehen.

## Schriften
- Die Borbyer Wassermühle 1431–1733. In: Die Heimat. Monatsschrift des Vereins zur Pflege der Natur- und Landeskunde in Schleswig-Holstein. Bd. 58 (1951), Nr. 6, Juni 1951, S. 202–205 (Digitalisat).
- Die Grenzsteine des Amtes Hütten. In: Die Heimat. Monatsschrift des Vereins zur Pflege der Natur- und Landeskunde in Schleswig-Holstein. Bd. 60 (1953), Nr. 1, Januar 1953, S. 14–18 (Digitalisat).
- Ernst Georg Sonnins Tätigkeit auf Seestermühe. In: Nordelbingen, Bd. 24 (1956), S. 52–61.
- Mittelalterliche Wüstungen der Landschaft Angeln. In: Zeitschrift der Gesellschaft für Schleswig-Holsteinische Geschichte, Bd. 81 (1957), S. 63–78.

- Besiedlung und Kirchspielorganisation der Landschaft Angeln im Mittelalter (= Quellen und Forschungen zur Geschichte Schleswig-Holsteins, Bd. 36). Wachholtz, Neumünster 1958 (Dissertation Universität Kiel).
- Anfänge des Richtungsstreits. Arthur Heidenhain als Vermittler in den Auseinandersetzungen der Jahre 1909 bis 1914. Verlag Bücherei und Bildung, Reutlingen 1961.
- Essen, Stadtbibliothek. In: Wilhelm Totok (Hrsg.): Regionalbibliotheken in der Bundesrepublik Deutschland (= Zeitschrift für Bibliothekswesen und Bibliographie, Sonderhefte, Bd. 11). Klostermann, Frankfurt/M. 1971, S. 145–151.
- Unsere Stadtbücherei hat Geburtstag. 1902 bis 1977. Von der Lesehalle zur Großbücherei. Stadtbibliothek Essen 1977.
- Die wissenschaftliche Bibliothek als Teileinrichtung der Stadtbibliothek Essen. Ein Beispiel für die Auswirkungen der Neugründung einer Hochschulbibliothek auf eine am Ort befindliche Öffentliche Bibliothek. In: Günther Pflug (Hrsg.): Die neue Bibliothek. Festschrift für Harro Heim zum 65. Geburtstag. Saur, München 1984, S. 186–220, ISBN 3-598-10529-0.
- Auf dem Weg zum Deutschen Bibliotheksverband. Die Rolle der öffentlichen Bibliotheken und ihrer Bibliothekare in den Jahren 1957 bis 1973. In: Reinhard Oberschelp (Hrsg.): Bibliotheken im Dienste der Wissenschaft. Festschrift für Wilhelm Totok zum 65. Geburtstag am 12. September 1986. Klostermann, Frankfurt/M. 1986, S. 211–218, ISBN 3-465-01735-8.
- Der Weg zum kritischen Bürger. 40 Jahre "Verein der Bibliothekare an Öffentlichen Bibliotheken" ("Verein Deutscher Volksbibliothekare") ; 1949 bis 1989. Bock und Herchen, Bad Honnef 1989, ISBN 3-88347-151-8.
- Zur Geschichte der Stadtbibliothek Essen. In: Engelbert Plassmann (Hrsg.): Buch und Bibliothekswissenschaft im Informationszeitalter. Internationale Festschrift für Paul Kaegbein zum 65. Geburtstag. Saur, München 1990, S. 265–281, ISBN 3-598-10915-6.
- Bibliothekare, Bibliotheken, ekz. Die Beziehungen zwischen der ekz und den Verbänden des Öffentlichen Bibliothekswesens bis zur Absprache über die Lektoratskooperation. ekz, Reutlingen 1993.
- Zur Geschichte des Vereins der Bibliothekare an Öffentlichen Bibliotheken (VBB) 1945 bis 1965. In: Peter Vodosek (Hrsg.): Die Entwicklung des Bibliothekswesens in Deutschland 1945 - 1965 (= Wolfenbütteler Schriften zur Geschichte des Buchwesens, Bd. 19). Harrassowitz, Wiesbaden 1993, S. 295–303, ISBN 3-447-03427-0.
- Vom Deutschen Büchereiverband zum Deutschen Bibliotheksverband 1949 bis 1973. In: Georg Ruppelt (Hrsg.): Bibliothekspolitik in Ost und West. Geschichte und Gegenwart des Deutschen Bibliotheksverbandes (= Zeitschrift für Bibliothekswesen und Bibliographie, Sonderhefte, Bd. 72). Klostermann, Frankfurt/M. 1998, S. 5–32, ISBN 3-465-02999-2.
- Der Deutsche Bibliotheksverband 1973 bis 1991. In: ebd., S. 33–64.
- Die Bundesvereinigung Deutscher Bibliotheksverbände und der Deutsche Bibliotheksverband. In: ebd., S. 225–235.
- Im Wirbel der Politik. Der Deutsche Sachbuchpreis 1971 bis 1983. In: ebd., S. 245–256.
- Jahrgang 1919. Die Erinnerungen eines Mecklenburgers: Parchim 1924 bis 1938. Heimatbund Parchim e.V., Parchim 2020.